# Nélson Semedo
Nélson Cabral Semedo (Lisbona, 16 novembre 1993) è un calciatore portoghese di origini capoverdiane, difensore del Fenerbahçe e della nazionale portoghese, con cui ha vinto le UEFA Nations League 2018-2019 e UEFA Nations League 2024-2025.

## Caratteristiche tecniche
Terzino destro dotato di notevole velocità, tecnica e abilità nel dribblare gli avversari, non sfigura in fase difensiva, dove copre con attenzione la fascia di competenza, mostrando grande intelligenza tattica e lettura dell'azione di gioco. Prolifico crossatore, si è dimostrato anche un buon assist-man.

## Carriera

### Club
Nato a Lisbona da genitori di Capo Verde, Semedo è cresciuto nel settore giovanile della Sintrense, debuttando nella prima squadra all'età di 17 anni. Il 12 gennaio 2012 firma un accordo di cinque anni con il Benfica, valido a partire dalla stagione successiva. Nella stagione 2012-13 gioca in prestito al Fátima. Tornato al Benfica, viene aggregato alla squadra B. Dopo 63 presenze con la seconda squadra, viene individuato come erede di Maxi Pereira, entrando così a far parte della prima squadra a partire dalla stagione 2015-16.
Il 9 agosto 2015 debutta nella Supercoppa nazionale contro lo Sporting Lisbona. Una settimana dopo segna il suo primo goal nella Primeira Liga, andando a segno contro l'Estoril. Nell'ottobre 2015 subisce un infortunio al ginocchio con la nazionale, tornando in campo all'inizio di gennaio e terminando la stagione nella squadra di riserva. Nella stagione 2016-17 Semedo riconquista il posto in prima squadra, diventando il terzo giocatore più utilizzato nella stagione che consegna alla compagine di Lisbona il quarto titolo di fila. Segna una volta in campionato contro l'Arouca e una volta in Champions League in un 3-3 pareggio con il Beşiktaş.
Il 13 luglio 2017 il Barcellona annuncia l'acquisto di Semedo per 30 milioni di euro. Fa il suo esordio con la maglia del Barcellona il 16 agosto in Supercoppa contro il Real Madrid, partita persa 2-0. L'esordio in Liga avviene pochi giorni dopo, il 20, contro il Betis alla prima giornata, partita vinta dai blaugrana 2-0.
Dopo tre stagioni in blaugrana, il 23 settembre 2020 viene ceduto a titolo definitivo agli inglesi del Wolverhampton per 30 milioni di euro più 10 di bonus.
Il 30 luglio 2025, dopo 5 anni a Wolverhampton, passa a parametro zero al Fenerbahçe, in Süper Lig.

### Nazionale
Il 2 ottobre 2015 Semedo è chiamato a giocare per la nazionale del Portogallo nelle partite di qualificazione UEFA 2016 contro la Danimarca e la Serbia, debuttando contro quest'ultima compagine e giocando tutta la partita. È chiamato per la Confederations Cup 2017, dove gioca l'ultima partita della fase a gironi, conclusasi con una vittoria 4-0 contro la Nuova Zelanda, e la finale terzo posto vinta ai supplementari 2-1 contro il Messico.
Dopo essere stato assente per tutto il 2018 dalle convocazioni (perdendo così il Mondiale in Russia), nel 2019 torna a essere tra i convocati.
Viene convocato per la fase finale della UEFA Nations League 2025 che si svolge in Germania.

## Statistiche

### Presenze e reti nei club
Statistiche aggiornate al 30 luglio 2025.
| Stagione             | Squadra              | Campionato           | Campionato | Campionato | Coppe nazionali | Coppe nazionali | Coppe nazionali | Coppe continentali | Coppe continentali | Coppe continentali | Altre coppe | Altre coppe | Altre coppe | Totale | Totale |
| Stagione             | Squadra              | Comp                 | Pres       | Reti       | Comp            | Pres            | Reti            | Comp               | Pres               | Reti               | Comp        | Pres        | Reti        | Pres   | Reti   |
| -------------------- | -------------------- | -------------------- | ---------- | ---------- | --------------- | --------------- | --------------- | ------------------ | ------------------ | ------------------ | ----------- | ----------- | ----------- | ------ | ------ |
| 2013-2014            | Benfica B            | SL                   | 17         | 0          | -               | -               | -               | -                  | -                  | -                  | -           | -           | -           | 17     | 0      |
| 2014-2015            | Benfica B            | SL                   | 42         | 1          | -               | -               | -               | -                  | -                  | -                  | -           | -           | -           | 42     | 1      |
| 2015-2016            | Benfica B            | SL                   | 4          | 3          | -               | -               | -               | -                  | -                  | -                  | -           | -           | -           | 4      | 3      |
| Totale Benfica B     | Totale Benfica B     | Totale Benfica B     | 63         | 4          |                 | -               | -               |                    | -                  | -                  |             | -           | -           | 63     | 4      |
| 2015-2016            | Benfica              | PL                   | 12         | 1          | CP+CdL          | 0+2             | 0               | UCL                | 3                  | 0                  | SP          | 1           | 0           | 18     | 1      |
| 2016-2017            | Benfica              | PL                   | 31         | 1          | CP+CdL          | 5+2             | 0               | UCL                | 8                  | 1                  | SP          | 1           | 0           | 47     | 2      |
| Totale Benfica       | Totale Benfica       | Totale Benfica       | 43         | 2          |                 | 9               | 0               |                    | 11                 | 1                  |             | 2           | 0           | 65     | 3      |
| 2017-2018            | Barcellona           | PD                   | 24         | 0          | CR              | 4               | 0               | UCL                | 7                  | 0                  | SS          | 1           | 0           | 36     | 0      |
| 2018-2019            | Barcellona           | PD                   | 26         | 1          | CR              | 9               | 0               | UCL                | 10                 | 0                  | SS          | 1           | 0           | 46     | 1      |
| 2019-2020            | Barcellona           | PD                   | 32         | 1          | CR              | 3               | 0               | UCL                | 7                  | 0                  | SS          | 0           | 0           | 42     | 1      |
| Totale Barcellona    | Totale Barcellona    | Totale Barcellona    | 82         | 2          |                 | 16              | 0               |                    | 24                 | 0                  |             | 2           | 0           | 124    | 2      |
| 2020-2021            | Wolverhampton        | PL                   | 34         | 1          | FACup+CdL       | 1+0             | 0               | -                  | -                  | -                  | -           | -           | -           | 35     | 1      |
| 2021-2022            | Wolverhampton        | PL                   | 25         | 0          | FACup+CdL       | 2+1             | 1+0             | -                  | -                  | -                  | -           | -           | -           | 28     | 1      |
| 2022-2023            | Wolverhampton        | PL                   | 36         | 0          | FACup+CdL       | 2+3             | 0               | -                  | -                  | -                  | -           | -           | -           | 41     | 0      |
| 2023-2024            | Wolverhampton        | PL                   | 36         | 0          | FACup+CdL       | 5+0             | 1               | -                  | -                  | -                  | -           | -           | -           | 41     | 1      |
| 2024-2025            | Wolverhampton        | PL                   | 34         | 0          | FACup+CdL       | 2+1             | 0               | -                  | -                  | -                  | -           | -           | -           | 37     | 0      |
| Totale Wolverhampton | Totale Wolverhampton | Totale Wolverhampton | 165        | 1          |                 | 17              | 2               |                    | -                  | -                  |             | -           | -           | 182    | 3      |
| 2025-2026            | Fenerbahçe           | SL                   | -          | -          | TK              | -               | -               | UCL                | -                  | -                  | -           | -           | -           | -      | -      |
| Totale carriera      | Totale carriera      | Totale carriera      | 353        | 9          |                 | 42              | 2               |                    | 35                 | 1                  |             | 4           | 0           | 434    | 12     |

### Cronologia presenze e reti in nazionale
| Cronologia completa delle presenze e delle reti in nazionale ― Portogallo | Cronologia completa delle presenze e delle reti in nazionale ― Portogallo | Cronologia completa delle presenze e delle reti in nazionale ― Portogallo | Cronologia completa delle presenze e delle reti in nazionale ― Portogallo | Cronologia completa delle presenze e delle reti in nazionale ― Portogallo | Cronologia completa delle presenze e delle reti in nazionale ― Portogallo | Cronologia completa delle presenze e delle reti in nazionale ― Portogallo | Cronologia completa delle presenze e delle reti in nazionale ― Portogallo |
| Data                                                                      | Città                                                                     | In casa                                                                   | Risultato                                                                 | Ospiti                                                                    | Competizione                                                              | Reti                                                                      | Note                                                                      |
| ------------------------------------------------------------------------- | ------------------------------------------------------------------------- | ------------------------------------------------------------------------- | ------------------------------------------------------------------------- | ------------------------------------------------------------------------- | ------------------------------------------------------------------------- | ------------------------------------------------------------------------- | ------------------------------------------------------------------------- |
| 11-10-2015                                                                | Belgrado                                                                  | Serbia                                                                    | 1 – 2                                                                     | Portogallo                                                                | Qual. Euro 2016                                                           | -                                                                         | 28’                                                                       |
| 28-3-2017                                                                 | Funchal                                                                   | Portogallo                                                                | 2 – 3                                                                     | Svezia                                                                    | Amichevole                                                                | -                                                                         | 46’                                                                       |
| 3-6-2017                                                                  | Estoril                                                                   | Portogallo                                                                | 4 – 0                                                                     | Cipro                                                                     | Amichevole                                                                | -                                                                         | 67’                                                                       |
| 9-6-2017                                                                  | Riga                                                                      | Lettonia                                                                  | 0 – 3                                                                     | Portogallo                                                                | Qual. Mondiali 2018                                                       | -                                                                         | 71’                                                                       |
| 24-6-2017                                                                 | San Pietroburgo                                                           | Nuova Zelanda                                                             | 0 – 4                                                                     | Portogallo                                                                | Conf. Cup 2017 - 1º turno                                                 | -                                                                         | 21’                                                                       |
| 2-7-2017                                                                  | Mosca                                                                     | Portogallo                                                                | 2 – 1 dts                                                                 | Messico                                                                   | Conf. Cup 2017 - Finale 3º posto                                          | -                                                                         | 26’, 106’                                                                 |
| 7-10-2017                                                                 | Andorra la Vella                                                          | Andorra                                                                   | 0 – 2                                                                     | Portogallo                                                                | Qual. Mondiali 2018                                                       | -                                                                         |                                                                           |
| 14-11-2017                                                                | Leiria                                                                    | Portogallo                                                                | 1 – 1                                                                     | Stati Uniti                                                               | Amichevole                                                                | -                                                                         |                                                                           |
| 5-6-2019                                                                  | Porto                                                                     | Portogallo                                                                | 3 – 1                                                                     | Svizzera                                                                  | UEFA Nations League 2018-2019 - Semifinale                                | -                                                                         |                                                                           |
| 9-6-2019                                                                  | Porto                                                                     | Portogallo                                                                | 1 – 0                                                                     | Paesi Bassi                                                               | UEFA Nations League 2018-2019 - Finale                                    | -                                                                         | [ 7 ]                                                                     |
| 7-9-2019                                                                  | Belgrado                                                                  | Serbia                                                                    | 2 – 4                                                                     | Portogallo                                                                | Qual. Euro 2020                                                           | -                                                                         | 65’                                                                       |
| 11-10-2019                                                                | Lisbona                                                                   | Portogallo                                                                | 3 – 0                                                                     | Lussemburgo                                                               | Qual. Euro 2020                                                           | -                                                                         |                                                                           |
| 14-10-2019                                                                | Kiev                                                                      | Ucraina                                                                   | 2 – 1                                                                     | Portogallo                                                                | Qual. Euro 2020                                                           | -                                                                         |                                                                           |
| 7-10-2020                                                                 | Lisbona                                                                   | Portogallo                                                                | 0 – 0                                                                     | Spagna                                                                    | Amichevole                                                                | -                                                                         | 68’                                                                       |
| 11-10-2020                                                                | Saint-Denis                                                               | Francia                                                                   | 0 – 0                                                                     | Portogallo                                                                | UEFA Nations League 2020-2021 - 1º turno                                  | -                                                                         |                                                                           |
| 11-11-2020                                                                | Lisbona                                                                   | Portogallo                                                                | 7 – 0                                                                     | Andorra                                                                   | Amichevole                                                                | -                                                                         |                                                                           |
| 17-11-2020                                                                | Spalato                                                                   | Croazia                                                                   | 2 – 3                                                                     | Portogallo                                                                | UEFA Nations League 2020-2021 - 1º turno                                  | -                                                                         |                                                                           |
| 4-6-2021                                                                  | Madrid                                                                    | Spagna                                                                    | 0 – 0                                                                     | Portogallo                                                                | Amichevole                                                                | -                                                                         |                                                                           |
| 15-6-2021                                                                 | Budapest                                                                  | Ungheria                                                                  | 0 – 3                                                                     | Portogallo                                                                | Euro 2020 - 1º turno                                                      | -                                                                         |                                                                           |
| 19-6-2021                                                                 | Monaco di Baviera                                                         | Portogallo                                                                | 2 – 4                                                                     | Germania                                                                  | Euro 2020 - 1º turno                                                      | -                                                                         |                                                                           |
| 23-6-2021                                                                 | Budapest                                                                  | Portogallo                                                                | 2 – 2                                                                     | Francia                                                                   | Euro 2020 - 1º turno                                                      | -                                                                         | 79’                                                                       |
| 4-9-2021                                                                  | Debrecen                                                                  | Qatar                                                                     | 1 – 3                                                                     | Portogallo                                                                | Amichevole                                                                | -                                                                         |                                                                           |
| 9-10-2021                                                                 | Faro                                                                      | Portogallo                                                                | 3 – 0                                                                     | Qatar                                                                     | Amichevole                                                                | -                                                                         | 46’                                                                       |
| 11-11-2021                                                                | Dublino                                                                   | Irlanda                                                                   | 0 – 0                                                                     | Portogallo                                                                | Qual. Mondiali 2022                                                       | -                                                                         |                                                                           |
| 17-6-2023                                                                 | Lisbona                                                                   | Portogallo                                                                | 3 – 0                                                                     | Bosnia ed Erzegovina                                                      | Qual. Euro 2024                                                           | -                                                                         | 78’                                                                       |
| 8-9-2023                                                                  | Bratislava                                                                | Slovacchia                                                                | 0 – 1                                                                     | Portogallo                                                                | Qual. Euro 2024                                                           | -                                                                         | 62’                                                                       |
| 11-9-2023                                                                 | Faro                                                                      | Portogallo                                                                | 9 – 0                                                                     | Lussemburgo                                                               | Qual. Euro 2024                                                           | -                                                                         | 60’                                                                       |
| 21-3-2024                                                                 | Guimaraes                                                                 | Portogallo                                                                | 5 – 2                                                                     | Svezia                                                                    | Amichevole                                                                | -                                                                         | 82’                                                                       |
| 8-6-2024                                                                  | Oeiras                                                                    | Portogallo                                                                | 1 – 2                                                                     | Croazia                                                                   | Amichevole                                                                | -                                                                         | 46’                                                                       |
| 11-6-2024                                                                 | Aveiro                                                                    | Portogallo                                                                | 3 – 0                                                                     | Irlanda                                                                   | Amichevole                                                                | -                                                                         | 46’                                                                       |
| 18-6-2024                                                                 | Lipsia                                                                    | Portogallo                                                                | 2 – 1                                                                     | Rep. Ceca                                                                 | Euro 2024 - 1º turno                                                      | -                                                                         | 90’                                                                       |
| 22-6-2024                                                                 | Dortmund                                                                  | Turchia                                                                   | 0 – 3                                                                     | Portogallo                                                                | Euro 2024 - 1º turno                                                      | -                                                                         | 68’                                                                       |
| 26-6-2024                                                                 | Gelsenkirchen                                                             | Georgia                                                                   | 2 – 0                                                                     | Portogallo                                                                | Euro 2024 - 1º turno                                                      | -                                                                         | 66’                                                                       |
| 1-7-2024                                                                  | Francoforte sul Meno                                                      | Portogallo                                                                | 0 – 0 dts (3 – 0 dtr)                                                     | Slovenia                                                                  | Euro 2024 - Ottavi di finale                                              | -                                                                         | 117’                                                                      |
| 5-7-2024                                                                  | Amburgo                                                                   | Portogallo                                                                | 0 – 0 dts (3 – 5 dtr)                                                     | Francia                                                                   | Euro 2024 - Quarti di finale                                              | -                                                                         | 74’                                                                       |
| 5-9-2024                                                                  | Lisbona                                                                   | Portogallo                                                                | 2 – 1                                                                     | Croazia                                                                   | UEFA Nations League 2024-2025 - 1º turno                                  | -                                                                         | 46’                                                                       |
| 8-9-2024                                                                  | Lisbona                                                                   | Portogallo                                                                | 2 – 1                                                                     | Scozia                                                                    | UEFA Nations League 2024-2025 - 1º turno                                  | -                                                                         | 66’ 76’                                                                   |
| 12-10-2024                                                                | Varsavia                                                                  | Polonia                                                                   | 1 – 3                                                                     | Portogallo                                                                | UEFA Nations League 2024-2025 - 1º turno                                  | -                                                                         | 82’                                                                       |
| 15-10-2024                                                                | Glasgow                                                                   | Scozia                                                                    | 0 – 0                                                                     | Portogallo                                                                | UEFA Nations League 2024-2025 - 1º turno                                  | -                                                                         | 88’                                                                       |
| 18-11-2024                                                                | Spalato                                                                   | Croazia                                                                   | 1 – 1                                                                     | Portogallo                                                                | UEFA Nations League 2024-2025 - 1º turno                                  | -                                                                         |                                                                           |
| 20-3-2025                                                                 | Copenaghen                                                                | Danimarca                                                                 | 1 – 0                                                                     | Portogallo                                                                | UEFA Nations League 2024-2025 - Quarti di finale                          | -                                                                         | 66’                                                                       |
| 23-3-2025                                                                 | Lisbona                                                                   | Portogallo                                                                | 5 – 2 dts                                                                 | Danimarca                                                                 | UEFA Nations League 2024-2025 - Quarti di finale                          | -                                                                         | 81’                                                                       |
| 4-6-2025                                                                  | Monaco di Baviera                                                         | Germania                                                                  | 1 – 2                                                                     | Portogallo                                                                | UEFA Nations League 2024-2025 - Semifinale                                | -                                                                         | 58’                                                                       |
| 8-6-2025                                                                  | Monaco di Baviera                                                         | Portogallo                                                                | 2 – 2 dts (5 – 3 dtr)                                                     | Spagna                                                                    | UEFA Nations League 2024-2025 - Finale                                    | -                                                                         | 46’                                                                       |
| Totale                                                                    |                                                                           | Presenze                                                                  | 44                                                                        |                                                                           | Reti                                                                      | 0                                                                         |                                                                           |

## Palmarès

### Club

#### Competizioni nazionali
- Campionato portoghese: 2

Benfica: 2015-2016, 2016-2017
- Coppa di Lega portoghese: 1

Benfica: 2015-2016
- Supercoppa di Portogallo: 1

Benfica: 2016
- Coppa di Spagna: 1

Barcellona: 2017-2018
- Campionato spagnolo: 2

Barcellona: 2017-2018, 2018-2019
- Supercoppa di Spagna: 1

Barcellona: 2018

### Nazionale
- UEFA Nations League: 2

2018-2019, 2024-2025

### Individuale
- Squadra ideale della fase finale di UEFA Nations League: 1

2018-2019